# Mentalité
Mentalité è un singolo del rapper italiano Baby Gang, pubblicato il 17 giugno 2022 come terzo estratto dall'extended play EP 2.

## Tracce
Testi di Zaccaria Mouhib musiche di Keskia Beatz.
Download digitale
1. Mentalité – 3:38

Download digitale – RMX
1. Mentalité RMX (feat. Ashe 22) – 3:03

Download digitale – RMX
1. Mentalité RMX (feat. C.Gambino) – 3:38

Download digitale – RMX
1. Mentalité RMX (feat. Kalim) – 3:38

Download digitale – RMX
1. Mentalité RMX (feat. Neves17) – 3:37

## Classifiche
| Classifica (2022-23) | Posizione massima |
| -------------------- | ----------------- |
| Italia               | 67                |
| Germania             | 55                |
| Svizzera             | 68                |
| Svezia               | 7                 |